# Out of Nothing
Albums de Embrace
If You've Never Been
(2001) This New Day
(2006)
Out Of Nothing est le quatrième album studio du groupe de rock anglais Embrace, publié en 2004. Cet album, signant le retour d'un groupe en perte de vitesse, a atteint le top des charts Uk, donnant à Embrace son second album premier aux ventes. Le premier single de l'album, Gravity, a été composé spécialement pour Embrace par les membres de Coldplay.

## Liste des pistes
1. Ashes (Danny McNamara, Richard McNamara) – 4:22
2. Gravity (Guy Berryman, Jon Buckland, Will Champion, Chris Martin) – 4:40
3. Someday (McNamara, McNamara) – 5:38
4. Looking as You Are (McNamara, McNamara) – 4:06
5. Wish 'Em All Away (McNamara, McNamara) – 3:59
6. Keeping (McNamara, McNamara) – 4:32
7. Spell It Out (McNamara, McNamara) – 4:57
8. A Glorious Day (McNamara, McNamara) – 3:52
9. Near Life (Embrace, Martin Glover, McNamara) – 5:48
10. Out of Nothing (Embrace, Glover, McNamara) – 5:32